# Instituto Coreano Argentino
El Instituto Coreano Argentino (ICA por sus siglas; en coreano: 아르헨티나한국학교) es un instituto educativo internacional coreano ubicado en Buenos Aires, Argentina, que imparte clases de educación preescolar y primaria. En el 2010 tenía 29 docentes, 184 estudiantes en el nivel preescolar y 155 estudiantes en primaria, aparte de 207 estudiantes que asisten a los cursos de fines de semana de idioma coreano. El instituto cuenta con dos directores, uno designado por el Ministerio de Educación de Argentina y otro por el Ministerio de Educación de Corea del Sur.
Jaekeun Lee, autor de la tesis de maestría «En búsqueda de una identidad coreana-argentina: Exploración y aproximación panorámica de los elementos identitarios del coreano-argentino a través del análisis de La peonia y su sombra», describió al ICA como un ejemplo que ayuda a mantener en la comunidad coreana en Argentina el «coreanismo», es decir, el idioma y la cultura coreana.

## Historia
El instituto tiene su origen en una escuela de enseñanza de idioma coreano en Argentina, fundada en 1976, que dictaba clases los fines de semana y había sido registrada por medio de la embajada de Corea del Sur en 1977. En 1986 se funda el Instituto Coreano Argentino, y en ese mismo año se compraron los terrenos en donde se erigió el edificio del instituto.
La escuela normal se fundó con fondos aportados por el gobierno surcoreano en 1995 con una currícula establecida y supervisada por el Ministerio de Educación surcoreano. En 1998 el Ministerio de Educación argentino autorizó formalmente la inscripción de estudiantes y se añadió el turno matutino en el que se enseña la currícula argentina en español.

## Plan de estudios
La escuela tiene cursos en coreano, español e inglés, de los cuales aquellos relacionados con Corea se imparten en coreano. Las clases tienen lugar de lunes a viernes en la mañana y en la tarde, en donde los cursos matutinos son los del plan de estudios de Argentina como por ejemplo matemática, idioma español, educación física, ciencias naturales o sociales, que se dictan en español, en tanto que los cursos de la tarde comprende inglés, coreano, historia coreana, arte coreano y computación. Todos los estudiantes deben tomar clases de taekwondo.
El ICA además ofrece cursos de idioma coreano en la «Escuela de los sábados» al que puede asistir los coreanos-argentinos y los argentinos que no tienen ascendencia coreana.